# 2004-es klasszikus sakkvilágbajnokság
 Ez a cikk a sakkjátszmák algebrai lejegyzését alkalmazza.
A 2004-es klasszikus sakkvilágbajnokság egy kvalifikációs versenyből, valamint a világbajnoki döntőből állt, amelyet a Professzionális Sakkszövetség (PCA) szervezett. A világbajnoki döntőre 2004. szeptember 25. – október 18. között a svájci Brissagóban került sor.
A világbajnokság kvalifikációs versenye a 2002. évi dortmundi Sparkassen-sakkverseny volt, amelyen a magyar Lékó Péter győzött. A PCA-világbajnoki címért ő játszhatott 14 játszmából álló párosmérkőzést Vlagyimir Kramnyikkal. A mérkőzés 7–7 arányú döntetlennel végződött, amely a regnáló világbajnok számára címe megvédését jelentette. Ez volt a sakktörténet első olyan férfi sakkvilágbajnoki döntője, amelyben magyar versenyző játszott.

## Előzmények
Garri Kaszparov az 1993-as világbajnoki döntő előtt saját sportszövetséget alapított, a Professzionális Sakkozók Szövetségét (PCA), és annak keretén belül rendezte meg az 1993-as „klasszikusnak” nevezett világbajnoki döntőt a világbajnokjelöltek versenyének győztesével, az angol Nigel Shorttal. Címét az 1995-ben vívott világbajnoki döntőben sikeresen megvédte Visuvanádan Ánand ellen, a 2000-ben játszott világbajnoki mérkőzésen azonban vesztett Vlagyimir Kramnyikkal szemben.
1993-tól 2006-ig, az úgynevezett „címegyesítő” mérkőzésig a sakkozás két világbajnokot tartott nyilván, mert a FIDE megfosztotta világbajnoki címétől és törölte ranglistájáról Kaszparovot, és saját világbajnoki versenysorozatot szervezett, amelynek győztese a FIDE-világbajnok címet kapta.
Kaszparov sakkszövetsége, a PCA nem tudta finanszírozni egy olyan világbajnoki versenysorozat lebonyolítását, mint amelyen a FIDE választja ki a világbajnok kihívóját, és amelyet az 1995-ös klasszikus sakkvilágbajnokság során a PCA is megrendezett. A 2000-es klasszikus sakkvilágbajnokság esetében Kaszparov a világranglistán elfoglalt helyük alapján választotta ki azt a két versenyzőt, akik egy kvalifikációs mérkőzés során egymás között eldöntötték, hogy ki legyen a regnáló világbajnok kihívója.
A 2005-ös sakkvilágbajnokság kvalifikációs versenyének a dortmundi Sparkassen-sakkversenyt nevezték ki, amely a világ három legnagyobb presztízsű versenyének egyike, és amelyre meghívás alapján a legerősebb sakkjátékosokat hívják meg.

### Kvalifikációs verseny
A 2002. évi dortmundi Sparkassen-versenyt 2002. július 6–21. között rendezték. A versenyen a világranglista vezetői közül nem indult el az 1. helyen álló Garri Kaszparov, aki a 2001. évi versenyeredményei alapján egy visszavágó mérkőzést kívánt játszani Kramnyikkal, és nem vett részt rajta Visuvanádan Ánand, a FIDE-világbajnoki cím ekkori védője, aki a világranglista 3. helyén állt Kaszparov és Kramnyik mögött.
| Versenyző             | Ország        | Élő-pont | Világr. h. | Megjegyzés                      |
| --------------------- | ------------- | -------- | ---------- | ------------------------------- |
| Michael Adams         | Anglia        | 2752     | 4          |                                 |
| Veszelin Topalov      | Bulgária      | 2745     | 5          |                                 |
| Jevgenyij Barejev     | Oroszország   | 2726     | 7          |                                 |
| Lékó Péter            | Magyarország  | 2722     | 8          |                                 |
| Alekszandr Morozevics | Oroszország   | 2716     | 9          |                                 |
| Borisz Gelfand        | Izrael        | 2710     | 11         |                                 |
| Alekszej Sirov        | Spanyolország | 2697     | 13         |                                 |
| Christopher Lutz      | Németország   | 2655     | 35         | A rendező ország képviseletében |
A 2715-ös átlag értékszámú, XIX-es kategóriájú verseny akkoriban a világ legerősebb versenyei közé tartozott.

### A verseny menete
A nyolc versenyzőt két csoportba sorsolták, ahol a négy-négy versenyző kétfordulós körmérkőzést játszott egymással. A csoportok első két helyezettje jutott az elődöntőbe, ahol az egyik csoport 1. helyezettje a másik csoport 2. helyezettjével játszott négyjátszmás párosmérkőzést. Ha ez egyenlő volt, akkor két játszmából álló rájátszás következett. Az elődöntők két győztese játszotta a döntőt 4 játszmás párosmérkőzés keretében.

### A kvalifikációs verseny eredménye
A csoportmérkőzések
|   | Versenyző        | Ország        | Élő-p. | 1 | 2 | 3  | 4  | Pont |
| - | ---------------- | ------------- | ------ | - | - | -- | -- | ---- |
| 1 | Alekszej Sirov   | Spanyolország | 2697   | - | 1 | 1½ | 1½ | 4    |
| 2 | Veszelin Topalov | Bulgária      | 2745   | 1 | - | 1½ | 1½ | 4    |
| 3 | Borisz Gelfand   | Izrael        | 2710   | ½ | ½ | -  | 1½ | 2½   |
| 4 | Christopher Lutz | Németország   | 2655   | ½ | ½ | ½  | -  | 1½   |
Sirov 1½–½ arányban nyerte a rájátszást Topalov ellen, így ő lett a csoportelső.
|   | Versenyző             | Ország       | Élő-p. | 1 | 2 | 3  | 4 | Pont |
| - | --------------------- | ------------ | ------ | - | - | -- | - | ---- |
| 1 | Jevgenyij Barejev     | Oroszország  | 2726   | - | 1 | 1  | 2 | 4    |
| 2 | Lékó Péter            | Magyarország | 2722   | 1 | - | 1½ | 1 | 3½   |
| 3 | Michael Adams         | Anglia       | 2752   | 1 | ½ | -  | 1 | 2½   |
| 4 | Alekszandr Morozevics | Oroszország  | 2716   | 0 | 1 | 1  | - | 2    |
Az elődöntők és a döntő
|  | Elődöntők | Elődöntők         | Elődöntők        |                  |            | Döntő      | Döntő | Döntő |  |
|  |           |                   |                  |                  |            |            |       |       |  |
|  | 1         | Lékó Péter        | 2½               |                  |            |            |       |       |  |
|  | 1         | Lékó Péter        | 2½               |                  |            |            |       |       |  |
|  | 4         | Alekszej Sirov    | ½                |                  |            |            |       |       |  |
|  | 4         | Alekszej Sirov    | ½                |                  | Lékó Péter | Lékó Péter | 2½    |       |  |
|  |           |                   |                  |                  | Lékó Péter | Lékó Péter | 2½    |       |  |
|  |           |                   | Veszelin Topalov | Veszelin Topalov | 1½         |            |       |       |  |
|  | 3         | Veszelin Topalov  | Veszelin Topalov | Veszelin Topalov | 1½         | 3½         |       |       |  |
|  | 3         | Veszelin Topalov  |                  |                  |            |            |       |       |  |
|  | 2         | Jevgenyij Barejev | 2½               |                  |            |            |       |       |  |

## A világbajnoki döntő
Lékó Péter és Vlagyimir Kramnyik „klasszikus” világbajnoki döntő párosmérkőzésére a Professzionális Sakkozók Szövetsége (PCA) szervezésében 2004. szeptember 25. – október 18. között került sor a svájci Brissagóban.  A díjalap 1,2 millió dollár volt. A mérkőzést 14 játszmásra tervezték, pontegyenlőség esetén Kramnyik megtarthatta világbajnoki címét.

### Egymás elleni eredményeik és formájuk
A világbajnoki döntő előtt 56 alkalommal találkoztak, mindketten öt-öt alkalommal győztek 46 döntetlen mellett.
Kramnyik évek óta folyamatosan a világranglista 2–3. helyén állt, Lékó 2004. januárban még a 10. volt, áprilistól a 4–6. helyek valamelyikét foglalta el.
2004. januárban mindketten részt vettek a Corus sakktornán, amelyen Lékó a 2. helyet szerezte meg Visuvanádan Ánand mögött fél ponttal lemaradva, míg Kramnyik csak a középmezőnyben végzett. Februárban a linaresi szupertornán Kramnyik győzött, Lékó fél ponttal mögötte Kaszparovval holtversenyben a második helyen végzett. Júniusban Lékó részt vett a Petroszján-emlékversenyen, ahol Peter Szvidlerrel holtversenyben az élen végzett, megelőzve Kaszparovot és Ánandot. Júliusban a Sparkassen Chess Meetingen holtversenyben végeztek az 5–6. helyen a nyolcfős mezőnyben.
Az eredmények alapján mindketten jó formában várták az összecsapást.

### A mérkőzés lefolyása
Kramnyik váratlanul megnyerte az első játszmát, amelyben Lékónak legalább döntetlen esélyei voltak. Ez azonban a magyar nagymesternek nem szegte kedvét, mert az ötödik, majd a nyolcadik játszmában győzött, és ezzel átvette a vezetést. Az utolsó játszma előtt Lékó vezetett 7–6-ra, és döntetlen is elég lett volna számára a világbajnoki címhez. Kramnyik azonban megnyerte az utolsó, sorsdöntő játszmát, a mérkőzés 7–7 arányú döntetlennel ért véget, ezzel Kramnyik megtartotta világbajnoki címét.

### A játszmánkénti eredmények
| Versenyző          | Ország       | Élő-p.     | 1 | 2 | 3 | 4 | 5 | 6 | 7 | 8 | 9 | 10 | 11 | 12 | 13 | 14 | Pont |
| ------------------ | ------------ | ---------- | - | - | - | - | - | - | - | - | - | -- | -- | -- | -- | -- | ---- |
| Lékó Péter         | Magyarország | 2741 (+21) | 0 | ½ | ½ | ½ | 1 | ½ | ½ | 1 | ½ | ½  | ½  | ½  | ½  | 0  | 7    |
| Vlagyimir Kramnyik | Oroszország  | 2770 (−29) | 1 | ½ | ½ | ½ | 0 | ½ | ½ | 0 | ½ | ½  | ½  | ½  | ½  | 1  | 7    |

### A mérkőzés játszmái
A mérkőzés összes játszmája megtalálható a Chessgames honlapján. A döntéssel végződött játszmák:
1. játszma Lékó–Kramnyik 0–1 65 lépés
Orosz játék, Jaenisch-változat ECO C42
1.e4 e5 2.Hf3 Hf6 3.Hxe5 d6 4.Hf3 Hxe4 5.d4 d5 6. Fd3 Hc6 7. O-O Fe7 8. c4 Hb4 9. Fe2 O-O 10. Hc3 Ff5 11. a3 Hxc3 12. bxc3 Hc6 13. Be1 Be8 14. cxd5 Vxd5 15. Ff4 Bac8 16. h3 Fe4 17. Fe3 Ha5 18. c4 Hxc4 19. Fxc4 Vxc4 20. Hd2 Vd5 21. Hxe4 Vxe4 22. Fg5 Vxe1+ 23. Vxe1 Fxg5 24. Va5 Ff6 25. Vxa7 c5 26. Vxb7 Fxd4 27. Ba2 c4 28. Be2 Bed8 29. a4 c3 30. Ve4 Fb6 31. Vc2 g6 32. Vb3 Bd6 33. Bc2 Fa5 34. g4 Bd2 35. Kg2 Bcd8 36. Bxc3 Fxc3 37. Vxc3 B2d5 38. Vc6 Ba5 39. Kg3 Bda8 40. h4 B5a6 41. Vc1 Ba5 42. Vh6 Bxa4 43. h5 B4a5 44. Vf4  g5 45. Vf6 h6 (Csapda. 46. Vxh6-ra F8a6 elfogja a vezért.) 46. f3 B5a6 47. Vc3 Ba4 48. Vc6 B8a6 49. Ve8+ Kg7 50.Vb5 B4a5 51. Vb4 Bd5 52. Vb3 Bad6 53. Vc4 Bd3 54. Kf2 Ba3 55. Vc5 Ba2+ 56. Kg3 Bf6 57. Vb4 Baa6 58.Kg2 Bf4 59.Vb2+ Baf6 60. Ve5 Bxf3 61.Va1 Bf1 62. Vc3 B1f2+ 63. Kg3 B2f3+ 64. Vxf3 Bxf3+ 65. Kxf3 Kf6 (Világos feladta. A gyalogvégjáték egyszerűen nyerhető, például 66. Ke4 Ke6 67. Kd4 f5 68. gxf5+ Kxf5 69. Ke3 g4 70. Kf2 Kg5 71. Kg3 Kxh5 72. Kg2 Kg5 73. Kg3 h5 és a sötét gyalogok bemasíroznak.) 0-1
5. játszma Lékó–Kramnyik 1–0 69 lépés
Elhárított vezércsel, Harrwitz-támadás ECO D37
1. d4 Hf6 2. c4 e6 3. Hf3 d5 4. Hc3 Fe7 5. Ff4 O-O 6. e3 c5 7. dxc5 Fxc5 8. cxd5 Hxd5 9. Hxd5 exd5 10. a3 Hc6 11. Fd3 Fb6 12. O-O Fg4 13. h3 Fh5 14. b4 Be8 15. Bc1 a6 16. Fxa6 Bxa6 17. b5 Bxa3 18. bxc6 bxc6 19. Bxc6 Ba7 20. Bd6 Bd7 21. Vxd5 Bxd6 22. Vxd6 Vxd6 23. Fxd6 Fxf3 24. gxf3 Fd8 25. Bb1 Ff6 26. Kg2 g6 27. f4 Kg7 28. Bb7 Be6 29. Bd7 Be8 30. Ba7 Be6 31. Fc5 Bc6 32. Ba5 Fc3 33. Bb5 Ba6 34. Bb3 Ff6 35. Bb8 h5 36. Bb5 Fc3 37. Bb3 Ff6 38. e4 Ba5 39. Fe3 Ba4 40. e5 Fe7 41. Bb7 Kf8 42. Bb8+ Kg7 43. Kf3 Bc4 44. Ke2 Ba4 45. Kd3 Fh4 46. Fd4 Ba3+ 47. Kc2 Ba2+ 48. Kd3 Ba3+ 49. Ke4 Ba4 50. Kd5 Ba5+ 51. Kc6 Ba4 52. Kc5 Fe7+ 53. Kd5 Ba5+ 54. Ke4 Ba4 55. Bc8 Fh4 56. e6+ Ff6 57.e7 Bxd4+ 58. Ke3 Fxe7 59. Kxd4 Fh4 60. f3 f5 61. Bc7+ Kf6 62. Kd5 Fg3 63. Bc6+ Kg7 64. Ke5 h4 65. Bc7+ Kh6 66. Bc4 Kg7 67. Ke6 Fh2 68. Bc7+ Kh6 69. Kf7 (Sötét feladta. Következett volna: 69. Kf7 Fxf4 70. Bc6 Kh5 71. Bxg6 Fe3 72. Kf6 f4 73. Bg8 Fd4+ 74. Kf5 Kh6 75. Kxf4 Ff2 76. Kg4 Kh7 77. Bg5 Kh6 78. f4 Fe1 79. f5 Kh7 80. f6 Kh6 81. f7 Fc3 82. f8=H Fe5 83. Bg6#) 1-0
|    | |    |    |    |    |    |    |
|    | \| \| \| \| \| \| \| \| \| \| \| \| \| \| \| \| \| \| \| \| \| \| \| \| \| \| \| \| \| \| \| \| \| \| \| \| \| \| \| \| \| \| \| \| \| \| \| \| \| \| \| \| \| \| \| \| \| \| \| \| \| \| \| \| \| \| \| \| \| \| \| \| |    |    |    |    |    |    |
|    | |    |    |    |    |    |    |
| a8 | b8 | c8 | d8 | e8 | f8 | g8 | h8 |
| a7 | b7 | c7 | d7 | e7 | f7 | g7 | h7 |
| a6 | b6 | c6 | d6 | e6 | f6 | g6 | h6 |
| a5 | b5 | c5 | d5 | e5 | f5 | g5 | h5 |
| a4 | b4 | c4 | d4 | e4 | f4 | g4 | h4 |
| a3 | b3 | c3 | d3 | e3 | f3 | g3 | h3 |
| a2 | b2 | c2 | d2 | e2 | f2 | g2 | h2 |
| a1 | b1 | c1 | d1 | e1 | f1 | g1 | h1 |

| a8 | b8 | c8 | d8 | e8 | f8 | g8 | h8 |
| a7 | b7 | c7 | d7 | e7 | f7 | g7 | h7 |
| a6 | b6 | c6 | d6 | e6 | f6 | g6 | h6 |
| a5 | b5 | c5 | d5 | e5 | f5 | g5 | h5 |
| a4 | b4 | c4 | d4 | e4 | f4 | g4 | h4 |
| a3 | b3 | c3 | d3 | e3 | f3 | g3 | h3 |
| a2 | b2 | c2 | d2 | e2 | f2 | g2 | h2 |
| a1 | b1 | c1 | d1 | e1 | f1 | g1 | h1 |

8. játszma Kramnyik–Lékó 0–1 32 lépés
Spanyol megnyitás, Marshall-támadás ECO C89
1. e4 e5 2. Hf3 Hc6 3. Fb5 a6 4. Fa4 Hf6 5. O-O Fe7 6. Be1 b5 7. Fb3 O-O 8. c3 d5 9. exd5 Hxd5 10. Hxe5 Hxe5 11. Bxe5 c6 12. d4 Fd6 13. Be1 Vh4 14. g3 Vh3 15. Be4 g5 {A lépés a Bh4 megelőzésére szolgál, és most 16. Fxg5 hiba lenne 16 ... Vf5 miatt.} 16. Vf1 Vh5 17. Hd2 Ff5 18. f3 Hf6 19. Be1 Bae8 20. Bxe8 Bxe8 21. a4 Vg6 22. axb5 (diagram) Fd3 23. Vf2 Be2 24. Vxe2 Fxe2 25. bxa6 Vd3 (A kulcslépés. Ha most 26. a7 Ve3+ 27. Kg2 Fxf3+ 28. Hxf3 Ve2+ 29. Kg1 Hg4 30. a8=V+ Kg7 31. Vxc6 Vf2+ 32. Kh1 Vf1+ 33. Hg1 Hf2 matt. Lehetséges eltérés: 30. Fe3 Hxe3 31. a8=V+ Kg7 32. Hh4 gxh4 33. Vxc6 hxg3 34. hxg3 Fxg3 majd matt. Világos játszhat 26. Fc4-et is, amelyre 26 ... Ve3+ 27. Kg2 g4 28. f4 He4 29. a7 Vf2+ 30. Kh1 Hxd2 31. a8=V+ Kg7 és világosnak nincs védelme.) 26. Kf2 Fxf3 27. Hxf3 He4+ 28. Ke1 Hxc3 (Erősebb, mint 28 ... Vxf3. Ezt követően világos állása végleg összeomlik.) 29. bxc3 Vxc3+ 30. Kf2 Vxa1 31. a7 h6 32. h4 g4 és világos feladta. (A játszma végén Kramnyik sportszerűen megjegyezte: „egy szép játszma, amelyre emlékezni fognak a sakk történelmében”.) 0-1

|    | |    |    |    |    |    |    |
|    | \| \| \| \| \| \| \| \| \| \| \| \| \| \| \| \| \| \| \| \| \| \| \| \| \| \| \| \| \| \| \| \| \| \| \| \| \| \| \| \| \| \| \| \| \| \| \| \| \| \| \| \| \| \| \| \| \| \| \| \| \| \| \| \| \| \| \| \| \| \| \| \| |    |    |    |    |    |    |
|    | |    |    |    |    |    |    |
| a8 | b8 | c8 | d8 | e8 | f8 | g8 | h8 |
| a7 | b7 | c7 | d7 | e7 | f7 | g7 | h7 |
| a6 | b6 | c6 | d6 | e6 | f6 | g6 | h6 |
| a5 | b5 | c5 | d5 | e5 | f5 | g5 | h5 |
| a4 | b4 | c4 | d4 | e4 | f4 | g4 | h4 |
| a3 | b3 | c3 | d3 | e3 | f3 | g3 | h3 |
| a2 | b2 | c2 | d2 | e2 | f2 | g2 | h2 |
| a1 | b1 | c1 | d1 | e1 | f1 | g1 | h1 |

| a8 | b8 | c8 | d8 | e8 | f8 | g8 | h8 |
| a7 | b7 | c7 | d7 | e7 | f7 | g7 | h7 |
| a6 | b6 | c6 | d6 | e6 | f6 | g6 | h6 |
| a5 | b5 | c5 | d5 | e5 | f5 | g5 | h5 |
| a4 | b4 | c4 | d4 | e4 | f4 | g4 | h4 |
| a3 | b3 | c3 | d3 | e3 | f3 | g3 | h3 |
| a2 | b2 | c2 | d2 | e2 | f2 | g2 | h2 |
| a1 | b1 | c1 | d1 | e1 | f1 | g1 | h1 |

14. játszma Kramnyik–Lékó 1–0 41 lépés
Caro–Kann-védelem, Tal-változat ECO B12
1. e4 c6 2. d4 d5 3. e5 Ff5 4. h4 h6 5. g4 Fd7 6. Hd2 c5 7. dxc5 e6 8. Hb3 Fxc5 9. Hxc5 Va5+ 10. c3 Vxc5 11. Hf3 He7 12. Fd3 Hbc6 13. Fe3 Va5 14. Vd2 Hg6 15. Fd4 Hxd4 16. cxd4 Vxd2+ 17. Kxd2 Hf4 18. Bac1 h5 19. Bhg1 Fc6 20. gxh5 Hxh5 21. b4 a6 22. a4 Kd8 23. Hg5 Fe8 24. b5 Hf4 25. b6 Hxd3 26. Kxd3 Bc8 27. Bxc8+ Kxc8 28. Bc1+ Fc6 29. Hxf7 Bxh4 30. Hd6+ Kd8 31. Bg1 Bh3+ 32. Ke2 Ba3 33. Bxg7 Bxa4 34. f4!! (most ha 34 ... Bxd4, akkor 35. f5 exf5 36. e6 Be4+ 37. Hxe4 fxe4 38. Bc7, fenyeget Bxc6, és ha 37 ... Fb5+, 38. Ke3 és a sötét b-gyalog elvész, a világos király előtt megnyílik az út és behatol a sötét állásba.) 34. - Ba2+ 35. Kf3 Ba3+ 36. Kg4 Bd3 37. f5 Bxd4+ 38. Kg5 exf5 39. Kf6 Bg4 40. Bc7 Bh4 41. Hf7+ 1-0